# Domenico da Piacenza
Domenico  da Piacenza (Piacenza, 1390 circa – Ferrara, 1470 circa) è stato un danzatore italiano.
Detto anche Domenichino da Ferrara o Domenico da Ferrara o Domenico di Piacenza o Domenichino di Piacenza, fu maestro di buone maniere ed esperto danzatore alla corte di Francesco Sforza a Milano e a quella della famiglia d'Este di Ferrara.
La sua figura è estremamente importante per la compressione del ruolo del professionismo coreico agli albori delle forme coreografiche moderne: l'appartenere ai salariati di casa d'Este significa infatti ricoprire un ruolo preciso all'interno della corte, che per Domenico consiste soprattutto nella creazione di danze per le frequenti celebrazioni festive. Non è infatti raro trovare Domenico citato nell'autobiografia artistica del suo allievo Guglielmo Ebreo da Pesaro, col quale il maestro danza certamente a Milano nel 1455 in occasione dei festeggiamenti indetti per celebrare il fidanzamento di Ippolita, secondogenita di Francesco I Sforza e Bianca Maria Visconti, con Alfonso duca di Calabria figlio di Ferdinando d'Aragona. A Domenico si deve il pionieristico tentativo di far accettare al potere costituito e alla collettività la danza come arte liberale, di pari dignità rispetto alla musica e alla pittura, che pure, nella stessa epoca, vengono sottoposte ad un processo di revisione teorica. La legittimazione della professione del ballerino è quindi la logica conseguenza dell'accettazione della danza ed è simbolicamente rappresentata dalla nomina di Domenico a cavaliere, una delle cariche più alte cui poteva accedere un uomo che non fosse nobile di nascita.
Produsse il trattato De arte saltandi et choreas ducendi/De la arte di ballare et danzare diviso in due parti: la prima teorica con introduzione e trattazione di moti e misure; la seconda pratica con la descrizione e notazione musicale di diciassette balli più cinque basse danze prive di musica.